# Ted N. C. Wilson
Theodore "Ted" Norman Clair Wilson (Takoma Park, Maryland, 10 de maio de 1950) é um teólogo e pastor da Igreja Adventista do Sétimo Dia (IASD) que desempenhou o cargo de presidente da Associação Geral dos Adventistas do Sétimo Dia, a organização governamental da IASD a nível mundial.

## Biografia
Em 2010, na 59ª Conferência Geral realizada em Atlanta, foi eleito para o primeiro mandato, relacionado ao período 2010-2015; em 2015, durante a 60ª Conferência Geral realizada em San Antonio, foi reeleito para o período 2015-2020 - este mandato foi estendido até 06 de junho de 2022, por conta do impacto da pandemia. Durante a 61ª Conferência Geral, realizada em St. Louis, Wilson foi novamente eleito presidente para um mandato reduzido por conta do impacto da pandemia e, portanto, deve ir de 2022 até 2025, quando está previsto acontecer a 62ª Conferência Geral da Igreja Adventista do Sétimo Dia.
Foi eleito como um dos vice-presidentes gerais da Igreja Adventista em 2000 durante a Conferência Geral da Associação realizada em Toronto. Seus 36 anos de serviços denominacionais incluem os postos administrativos e executivos nos Estados Unidos do Atlântico Médio, África e Rússia.
Wilson é casado com Nancy Louise Wilson Vollmer, fisioterapeuta. Tem três filhas. Wilson é o filho do ex-presidente da Associação Geral Neal C. Wilson, que esteve no cargo desde 1979 até 1990.

## Liderança na Igreja Adventista do Sétimo Dia
Wilson começou sua carreira na igreja como pastor em 1974 na igreja Maior da Associação de Nova York. Trabalhou como assistente de direcção e depois como diretor de Ministérios Metropolitanos existentes desde 1976 até 1981. Depois passou a servir na igreja na Divisão África-Oceano Índico, com sede em Abiyán, Costa do Marfim, até 1990. Ali serviu como diretor de departamento e depois como secretário executivo.
Também serviu durante 2 anos na sede central da igreja em Silver Spring, Maryland, Estados Unidos, como secretário associado antes de aceitar o cargo de presidente da Divisão Euroasiática da igreja em Moscovo, Rússia, entre 1992 e 1996. Wilson depois regressou a Estados Unidos para servir como presidente da Review and Herald Publishing Association em Hagerstown, Maryland, até sua eleição como vice-presidente da Associação Geral no ano 2000.
Como ministro ordenado, Wilson tem um doutorado em educação religiosa da Universidade de Nova York, uma Mestrado em Divindade pela Universidade Andrews e um mestrado em ciências da saúde pública da Faculdade de Saúde Pública pela Universidade Loma Linda, Califórnia.
Na sessão de 2010 da Associação Geral, Wilson enfatizou a necessidade do povo adventista de voltar às Sagradas Escrituras e afirmou a forte crença em Ellen G. White.

## Pontos de vista

### Sobre a evolução das espécies
Wilson tem afirmado que os adventistas do Sétimo Dia deveriam recusar a evolução, e estar a favor de uma interpretação literal de 6 dias de criação. Wilson recomenda que os professores ou pastores adventistas que trabalham em centros Adventistas deveriam se demitir se quiserem ensinar evolução biológica ou a evolução teísta, já que sua postura a respeito da evolução é contrária ao que a Biblia ensina. Com respeito ao papel da evolução na ciência, Wilson tem dito que a evolução não é uma ciência, mas um tipo de espiritismo e uma falsa religião.

### Sobre o movimento de formação espiritual
O movimento de formação espiritual caracteriza-se por elementos como a oração contemplativa, a espiritualidade contemplativa e o misticismo cristão. Em seu sermão de abertura de julho de 2010, Wilson disse:
Mantente afastado das disciplinas espirituais não bíblicas ou os métodos de formação espiritual que estão arraigados no misticismo, como a oração contemplativa, a oração centrada e o movimento da igreja emergente no que se promovem.
Em mudança, disse, os crentes deveriam "procurar dentro da Igreja Adventista do Sétimo Dia, pastores humildes, evangelistas, eruditos bíblicos, líderes e diretores departamentais que possam proporcionar métodos e programas evangelísticos que estejam baseados em princípios bíblicos sólidos e o tema do Grande Conflito."
Ele, junto com outros (como o pastor adventista aposentado Rick Howard), descreveu os perigos da formação espiritual à atenção da igreja adventista. Muitos outros adventistas, como os pastores Hal Mayer e Derek Morris, também expressaram sua preocupação. O jornal oficial da igreja, Adventist Review, publicou artigos que descrevem os efeitos do espiritismo que chega à Igreja cristã através dos ensinos da formação espiritual. Howard escreveu o livro The Omega Rebellion, no que advertiu sobre os perigos associados com o movimento da “igreja emergente”. Identificou os ensinos da formação espiritual, a oração contemplativa, a espiritualidade pósmoderna, a meditação impregnada de misticismo oriental como perigosa.
Também se advertiu aos membros da igreja que utilizem o discernimiento nos estilos de adoración: "Use práticas de adoración e música centradas em Cristo e baseadas na Biblia nos serviços da igreja", disse Wilson. "Conquanto entendemos que os cultos e os cultos de adoración variam em todo mundo, não retroceda a meios paganos confusos onde a música e a adoración se centram tanto na emoção e a experiência que perde o enfoque central na Palavra de Deus. No entanto, toda a adoración simples ou complexa deve fazer uma coisa e só uma coisa: engrandecer a Cristo e abater o eu".

### Sobre a teologia da última geração
O Pastor Ted Wilson é um partidário das crenças adventistas tradicionais (como as do tema do Conflito dos Séculos) que informam a Teologia da Última Geração. Apresentou os princípios do LGT (Last Generation Theology), em seu primeiro discurso na 59ª sessão da Conferência Geral em Atlanta o 3 de julho de 2010, e em sua mensagem de Adoração Divina à convenção de GYC o 1 de janeiro de 2011. 
No sermão de Wilson no Concilio Anual de 2014, declarou: "O tempo nesta Terra é curto. O tempo de graça fechar-se-á cedo. A preparação para ver a Deus cara a cara mediante o arrependimento e o abandono do pecado deve fazer-se agora. O Conflito dos Séculos, página 425, explica que: 'Aqueles que vivam sobre a Terra quando a intercessão de Cristo cesse no santuário de acima, devem estar adiante de um Deus santo sem um mediador. Suas vestiduras devem estar impecáveis, seu carácter deve ser purificado do pecado. pelo sangue aspergido. Pela graça de Deus e seu próprio esforço diligente, devem ser vencedores na batalha contra o mal. No entanto, não interprete mal esta fala e pense nem por um minuto que não precisa de Cristo e que por suas próprias obras obterá a salvação. Os adventistas do sétimo dia acham que só através da graça e a justiça de Cristo temos a vida eterna. Quando finalizar o tempo da graça, a obra de mediação terá terminado. Seu caráter será estabelecido e seu destino eternamente decidido. É por isso que todos os dias precisamos ser reavivados e reformados através de nosso estudo da Bíblia e a conexão de oração com Cristo. Devemos receber Seu todo - que abarca a justiça mediante a justificação e a santificação, já que a cada dia, mediante seu poder, nos parecemos mais e mais a Ele".